# Диема Спорт
Диема Спорт е български платен спортен телевизионен канал, част от Нова Броудкастинг Груп, собственост на „Юнайтед Груп“. Групата, заедно с международния канал „Trace Sport Stars HD“ е част от допълнително платеният пакет „DIEMAXTRA“. Каналите излъчват спортни събития като българските „efbet“ лига и Втора професионална лига, Английска висша лига, Лига 1, баскетбол, Евро 2016, бокс, дартс, голф, Формула 1 и други заедно с другите спортни канали на Нова Броудкастинг Груп – Диема и Нова Спорт. Част от програмите на каналите са още обзорни и магазинни спортни предавания, токшоута и коментаторни студия. Диема Спорт HD стартира на 21 февруари 2015 като втори изцяло спортен канал на медийната група след Нова Спорт. Програмата на канала е налична и в SD формат на картината. Каналът споделя графичната опаковка на датския канал TV3 Sport. Телевизията е втората медия със специализиран платен профил, част от групата на Диема след Диема Екстра. На 8 август 2015 стартира вторият спортен канал от групата – Диема Спорт 2. Програмата му също е достъпна и в HD формат на картината.

## Диема Екстра
От 21 февруари 2015 Диема Екстра е възстановен като допълнително платен спортен пакет на Нова Броудкастинг Груп, към който спадат каналите Диема Спорт HD и Trace Sport Stars HD, а от 8 август 2015 – и Диема Спорт 2. На 1 юли 2021 г. стартира Диема Спорт 3, най-новия спортен канал в пакета.

## Плей Диема Екстра
Плей Диема Екстра (изписвано като PLAY DIEMA XTRA) е абонаментна стрийминг услуга, която осигурява пълен достъп до каналите от пакета Диема Екстра – Диема Спорт, Диема Спорт 2 и Диема Спорт 3, на живо и в HD качество. Създадена е в партньорство с американската технологична компания NeuLion  и е пусната на 5 февруари 2018 г. 
Използването на технологията Adaptive Streaming прави платформата достъпна на всички популярни устройства, ползващи Интернет (компютри, таблети, смартфони), и може да се ползва както през WiFi, така и през мобилна 3G или 4G мрежа с адаптивно качество.
Приложението за мобилни устройства може да се изтегли в Apple Store и Google Play. За да активира абонамента си, потребителят трябва да се регистрира в сайта на услугата.
Приложения за стрийминг на аудио и видео от типа на AirPlay  за потребителите на Apple и Chromecast за останалите позволяват предаванията да бъдат прехвърлени на екрана на телевизор с висока резолюция (качеството зависи от производителността на излъчващото устройство).
Плей Диема Екстра поддържа 7-дневен архив на най-важните спортни събития.

## Излъчващи се спортни събития
Футбол
- Първа професионална футболна лига (Efbet лига) – всички мачове на кръг
- Втора професионална футболна лига – 1 – 2 мача на кръг
- Купа на България
- Английска висша лига – всички мачове на кръг
- Английска футболна лига – Чемпиъншип, Лига 1 и Лига 2
- ФА Къп
- Купа на Футболната лига (Англия)
- Къмюнити Шийлд
- Азиатска купа на Висшата лига – целия турнир
- Лига 1 – първенство на Франция по футбол – до 2018/19
- Купа на лигата на Франция – до 2018/19
- Купа на Германия
- мачове на българските отбори в европейските клубни турнири
- приятелски срещи на българските отбори – Левски, Лудогорец, ЦСКА
- квалификации за световно и европейско първенство по футбол
- УЕФА Лига на нациите

Бокс
- събития на Sauerland Event
- събития на Matchroom Sport

Баскетбол
- НБА – 3 мача на седмица (до 2019 по 2 мача)
- Лига ACB – първенство на Испания
- Copa del Rey de Baloncesto – купа на Испания – целия турнир
- Supercopa de España de Baloncesto – суперкупа на Испания – целия турнир

Волейбол
- НВЛ
- Купа на България /мъже/
- Суперкупа на България

Моторни спортове
- Формула 1 – тренировки, квалификации и състезание

Дартс
- турнири на PDC – до 2019

Тенис
- Купа Дейвис
- Sofia Open 2018, 2019, 2020
- ATP 250 Делрей Бийч 2017
- ATP 250 Стокхолм 2016

Зимни спортове
- Световна купа в Банско 2019

Пинг понг
- Световно първенство

## Логотипи
- Лого на телевизия Диема Екстра
- Лого на пакет Диема Екстра
- Лого на Диема Спорт HD
- Лого на Диема Спорт 2
- Лого на Диема Спорт 3